# 藍格賽
藍格賽（Rexel）是一家法国公司，主營業務為电气、供暖、照明和管道设备的分销以及一些與可再生能源和能效有關的产品和服务。藍格賽成立于1967年。